# 尼赫布
尼赫布是一位下埃及統治者，在巴勒莫石碑中被提及，統治時期约為公元前32世纪。由於考古學家沒有發現其他證據，他可能是神話中的國王，甚至可能是完全虛構的統治者。